# Oxytropis czerskii
Oxytropis czerskii är en ärtväxtart som beskrevs av Boris Alexandrovich Jurtzev. Oxytropis czerskii ingår i släktet klovedlar, och familjen ärtväxter. Inga underarter finns listade i Catalogue of Life.